# ادابها سوبرجیون
ادابها سوبرجیون یک منطقهٔ مسکونی در اریتره است که در Northern Red Sea Region واقع شده‌است.